# Noel Rosa
Noel de Medeiros Rosa (11. december 1910 – 4. maj 1937) var en brasiliansk sanger, komponist og sangskriver, som i 1930'erne bidrog til en epokegørende modernisering af sambaen. Han er født i Rio de Janeiro, hvor han døde som 26-årig af tuberkulose.
Noel Rosa er i særdeleshed kendt for at have skrevet både tekst og musik til den verdenskendte sambaklassiker Conversa de botequim, der gennem tiden er blevet fortolket og genindspillet af mange af Brasiliens største musikalske kendisnavne. Andre af Noel Rosas mere kendte musikalske bidrag til den internatioanle sambakulturarv er blandt andre Com que roupa? og Gago apaixonado. 

## Kompositioner
Noel Rosa skrev ere end 250 kompositioner, inklusive:
- "A.E.I.O.U." (med Lamartine Babo, 1931)
- "Até amanhã" (1932)
- "Cem mil réis" (with Vadico, 1936)
- "Com que roupa?" (1929)
- "Conversa de botequim" (med Vadico, 1935)
- "Coração" (1932)
- "Cor de cinza" (1933)
- "Dama do cabaré" (1934)
- "De babado" (med João Mina, 1936)
- "De qualquer maneira" (med Ary Barroso)
- "É bom parar" (med Rubens Soares, 1936)
- "Feitiço da Vila" (med Vadico, 1936)
- "Feitio de oração" (med Vadico, 1933)
- "Filosofia" (with André Filho, 1933)
- "Fita amarela" (1932)
- "Gago apaixonado" (1930)
- "João Ninguém" (1935)
- "Minha viola" (1929)
- "Mulher indigesta"
- "Não tem tradução" (1933)
- "O orvalho vem caindo" (med Kid Pepe, 1933)
- "O sol nasceu pra todos" (1935)
- "O X do problema" (1936)
- "Palpite infeliz" (1934)
- "Para me livrar do mal" (with Ismael Silva, 1932)
- "Pastorinhas" (med João de Barro, 1934)
- "Pela décima vez" (1935)
- "Pierrô apaixonado" (with Heitor dos Prazeres, 1935)
- "Positivismo" (with Orestes Barbosa, 1933)
- "Pra que mentir" (with Vadico, 1937)
- "Provei" (with Vadico, 1936)
- "Quando o samba acabou (1933)
- "Quem dá mais?" (also known as "Leilão do Brasil) (1930)
- "Quem ri melhor" (1936)
- "São coisas nossas" (1936)
- "Século do progresso" (1936)
- "Tarzan, o filho do alfaiate" (1936)
- "Três apitos" (1933)
- "Último desejo" (1937)
- "Você só...mente" (with Hélio Rosa, 1933)
- "Mama de farinha" (with Hélio Rosa, 1943)